# Brigitte Foster-Hylton
Brigitte Foster-Hylton, född den 7 november 1974 i St. Elizabeth, Jamaica är en jamaicansk friidrottare som tävlar i häcklöpning. 
Foster-Hylton första mästerskapsfinal var Olympiska sommarspelen 2000 där hon slutade åtta på 100 meter häck. Vid VM 2003 i Paris blev hon silvermedaljör på tiden 12,57 efter Kanadas Perdita Felicien. Vid Olympiska sommarspelen 2004 tog hon sig vidare till semifinalen men valde att aldrig starta. Ytterligare en medalj blev det vid VM 2005 i Helsingfors där hon slutade på tredje plats på tiden 12,76.
Vid Samväldesspelen 2006 blev hon guldmedaljör på tiden 12,76. Hon deltog även vid Olympiska sommarspelen 2008 där hon tog sig vidare till finalen och slutade på en sjätte plats på tiden 12,66. 
Vid VM 2009 i Berlin blev hon något oväntat guldmedaljör på 100 meter häck på tiden 12,51.

## Personliga rekord
- 60 meter häck - 7,96
- 100 meter häck - 12,45
- 100 meter - 11,17